# ۱۴۷۷ (میلادی)
۱۴۷۷ (میلادی) هزار و چهارصد و هفتاد و هفتمین سال تقویم میلادی است.

## درگذشتگان
‎